# Tata Altroz
Der Tata Altroz ist ein fünfsitziger Kleinwagen des indischen Automobilherstellers Tata Motors. Er ist oberhalb des Tata Tiago positioniert.

## Geschichte
Einen ersten Ausblick auf den Altraz präsentierte das indische Unternehmen auf der Auto Expo im Februar 2018 mit dem Tata 45X Concept. Einen Monat später wurde es auch auf dem 88. Genfer Auto-Salon ausgestellt.
Vorgestellt wurde die Serienversion des Kleinwagens im März 2019 auf dem 89. Genfer Auto-Salon. Ursprünglich sollte er ab August 2019 in Indien verkauft werden. Da ab April 2020 Neuwagen in Indien die BS6-Abgasnorm erfüllen mussten, verschob Tata Motors im Sommer 2019 die Markteinführung. Ursprünglich sollte der Altroz noch nach BS4 zertifiziert werden. Die Serienproduktion des Wagens startete im Dezember 2019 in Pune. Marktstart auf dem indischen Markt war schließlich im Januar 2020 mit ausschließlich nach der BS6-Abgasnorm zertifizierten Motoren.
Ebenfalls auf dem Genfer Auto-Salon 2019 zeigte der Hersteller die batterieelektrisch angetriebene Variante EV. Sie soll ab 2021 verkauft werden.
Im Mai 2025 wurde eine überarbeitete Version der Baureihe präsentiert.

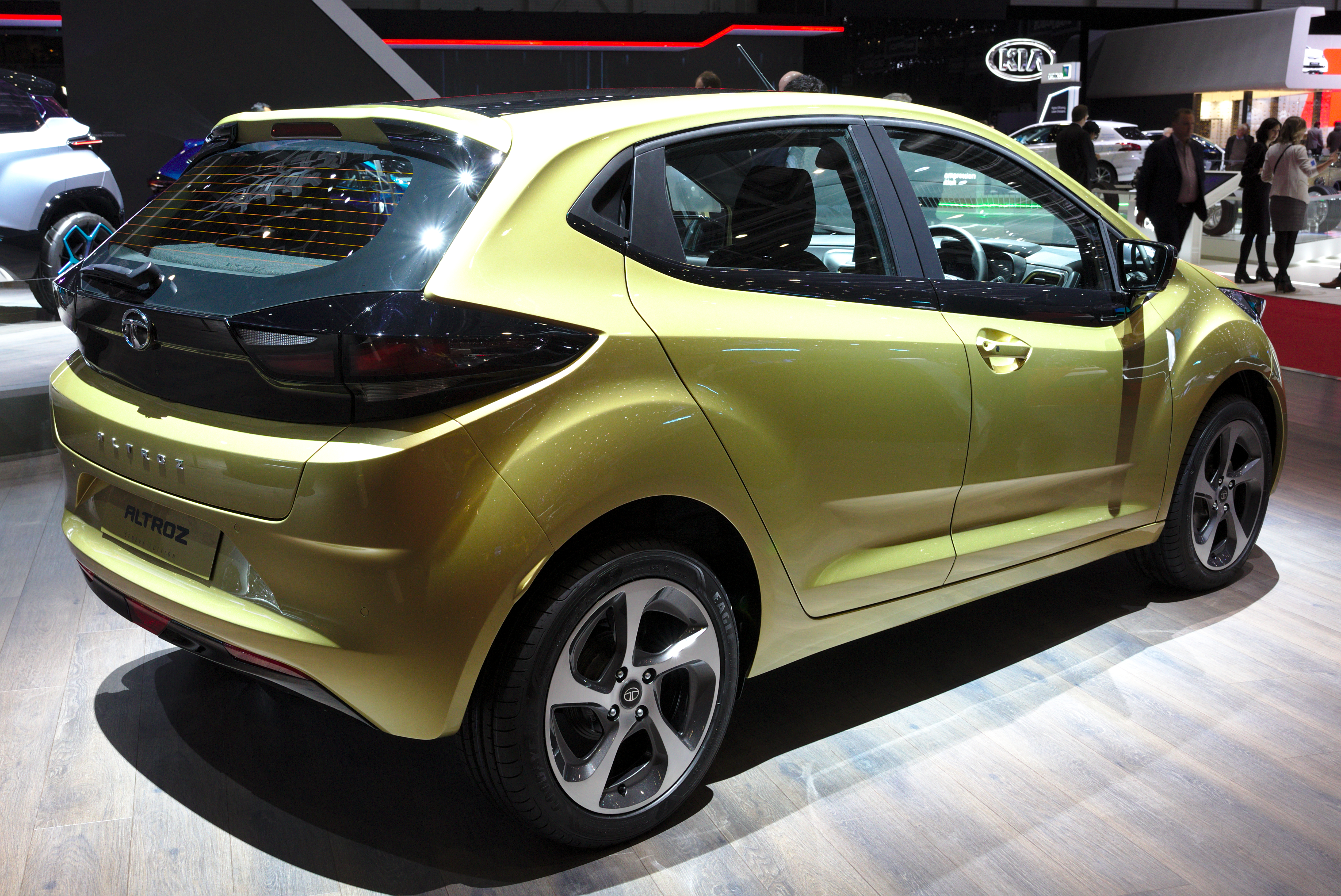
Heckansicht
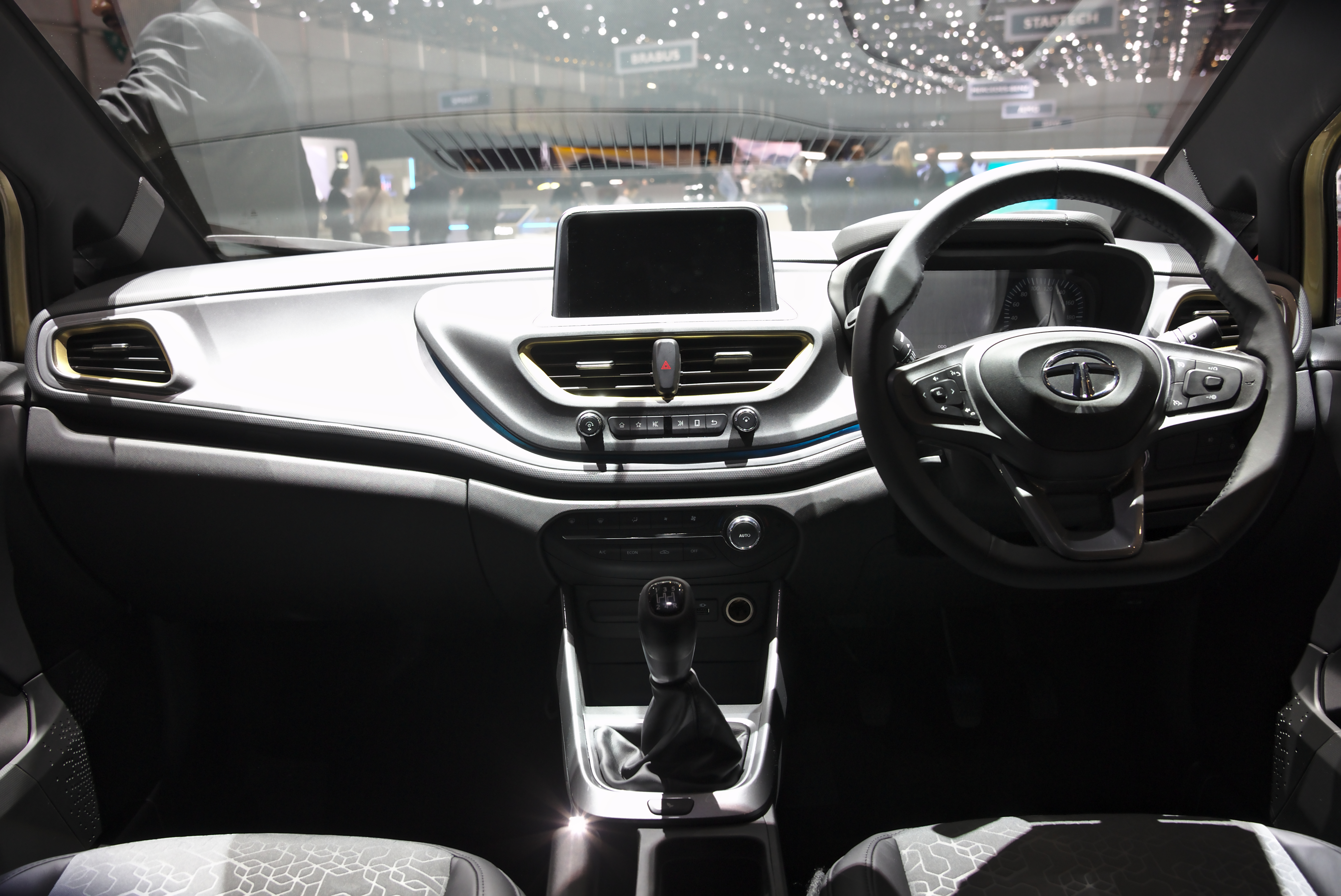
Innenansicht
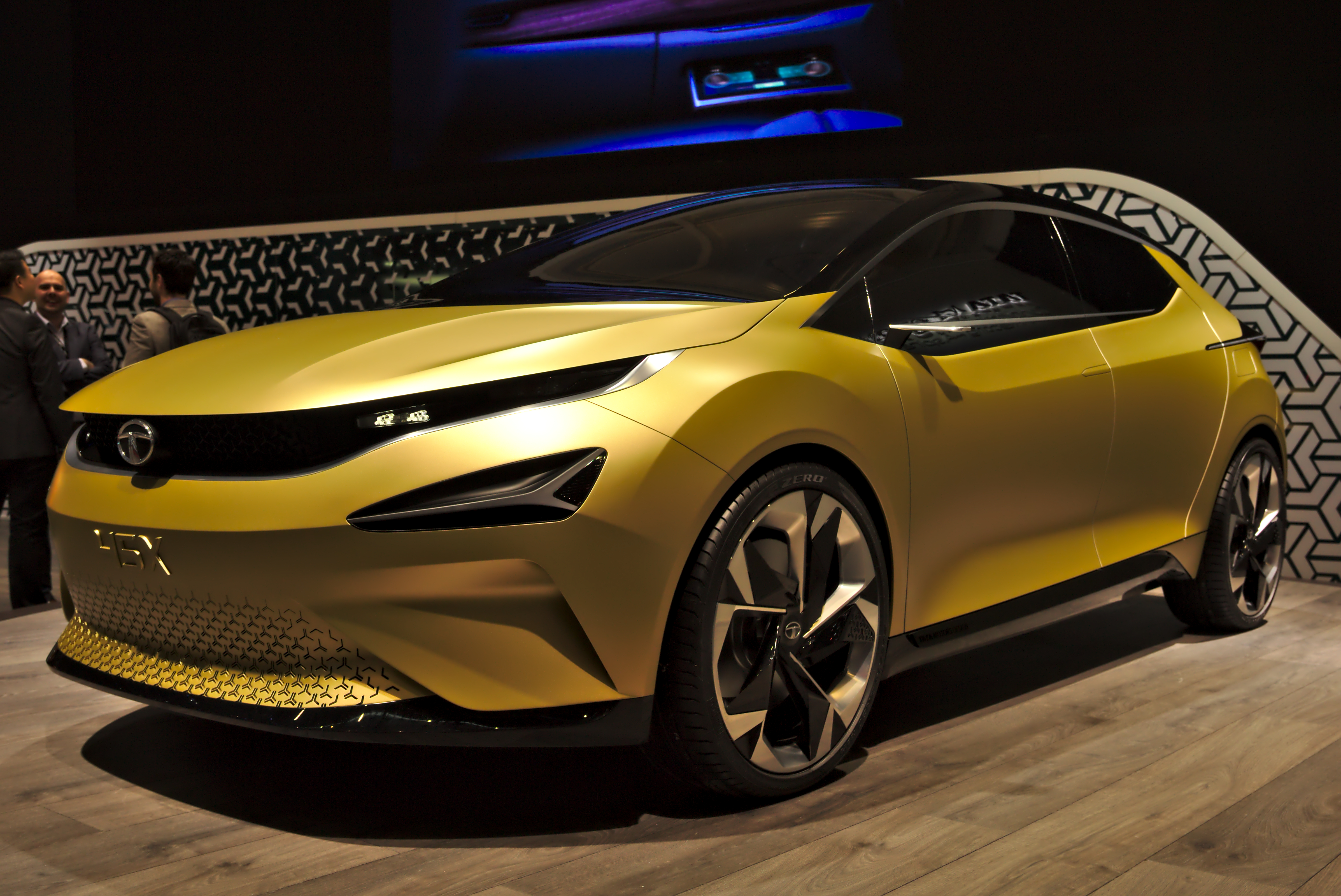
Tata 45X Concept auf dem Genfer Auto-Salon 2018
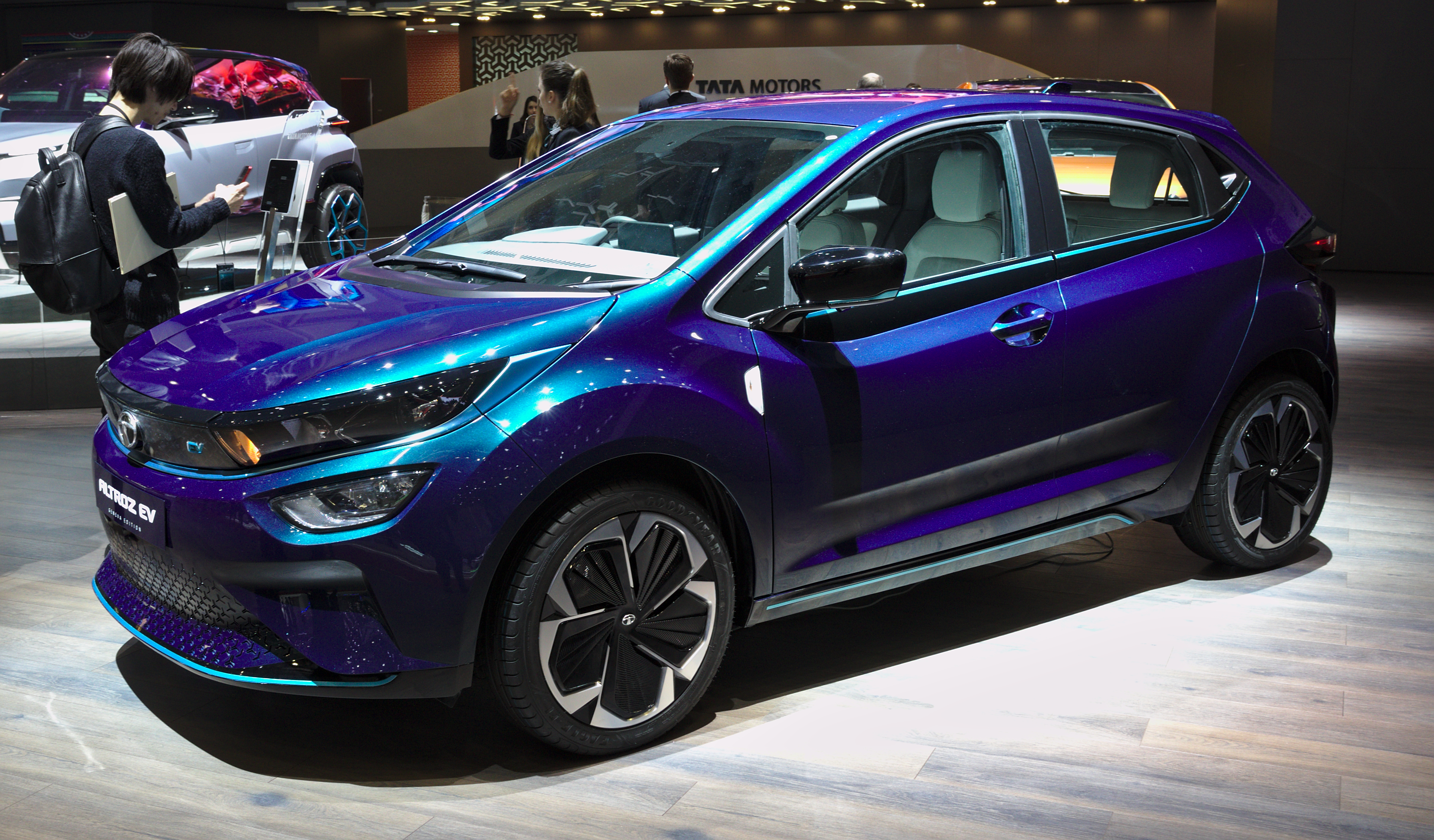
Tata Altroz EV auf dem Genfer Auto-Salon 2019

### Sondermodelle
Im Juli 2021 wurde das Sondermodell Dark Edition vorgestellt. Wie es der Name schon nahelegt, ist dieser Altroz in dunklen Farben lackiert. Auch im Innenraum werden hauptsächlich dunkle Elemente verwendet.

## Technik
Der Altroz ist das erste Fahrzeug, das auf der sogenannten ALFA-Plattform (Agile Light Flexible Advance) von Tata Motors aufbaut.
Anfang 2020 wurde der Kleinwagen vom Global NCAP auf die Fahrzeugsicherheit getestet. Er erhielt fünf von fünf möglichen Sternen.
Zum Marktstart standen für den Altroz ein Dreizylinder-Ottomotor mit 1,2 Litern Hubraum und 63 kW (86 PS) und ein Vierzylinder-Dieselmotor mit 1,5 Litern Hubraum, Turbolader und 66 kW (90 PS) zur Auswahl. Im Januar 2021 präsentierte der Hersteller mit dem i-Turbo einen Benziner mit 1,2 Litern Hubraum und 81 kW (110 PS). Für alle drei Motorisierungen war zunächst nur ein 5-Gang-Schaltgetriebe verfügbar. Der stärkere Benziner wird seit März 2022 auch mit einem 7-Stufen-Doppelkupplungsgetriebe angeboten. Seit Mai 2023 wird außerdem eine Erdgas-Variante angeboten. Im Juni 2024 kam das Sportmodell Racer mit maximal 88 kW (120 PS) in den Handel.
|                                             | 1.2                   | 1.2 iCNG                                      | 1.2 i-Turbo                      | 1.2 Racer             | 1.5 Diesel            |
| Bauzeitraum                                 | seit 01/2020          | seit 05/2023                                  | seit 01/2021                     | seit 06/2024          | seit 01/2020          |
| Motorkenndaten                              |                       |                                               |                                  |                       |                       |
| Motortyp                                    | R3-Ottomotor          | R3-Ottomotor                                  | R3-Ottomotor                     | R3-Ottomotor          | R4-Dieselmotor        |
| Motoraufladung                              | —                     | —                                             | Turbolader                       | Turbolader            | Turbolader            |
| Hubraum                                     | 1199 cm³              | 1199 cm³                                      | 1199 cm³                         | 1199 cm³              | 1497 cm³              |
| max. Leistung bei min−1                     | 63 kW (86 PS) / 6000  | 65 kW (88 PS) / 6000 (54 kW (73 PS) / 6000) 1 | 81 kW (110 PS) / 5500            | 88 kW (120 PS) / 5500 | 66 kW (90 PS) / 4000  |
| max. Drehmoment bei min−1                   | 113 Nm / 3300         | 115 Nm / 3250 (103 Nm / 3300) 1               | 140 Nm / 1500–5500               | 170 Nm / 1750–4000    | 200 Nm / 1250–3000    |
| Kraftübertragung                            |                       |                                               |                                  |                       |                       |
| Antrieb, serienmäßig                        | Vorderradantrieb      | Vorderradantrieb                              | Vorderradantrieb                 | Vorderradantrieb      | Vorderradantrieb      |
| Getriebe, serienmäßig                       | 5-Gang-Schaltgetriebe | 5-Gang-Schaltgetriebe                         | 5-Gang-Schaltgetriebe            | 6-Gang-Schaltgetriebe | 5-Gang-Schaltgetriebe |
| Getriebe, optional                          | —                     | —                                             | 7-Stufen-Doppelkupplungsgetriebe | —                     | —                     |
| Messwerte                                   |                       |                                               |                                  |                       |                       |
| Höchstgeschwindigkeit                       | k. A.                 | k. A.                                         | k. A.                            | k. A.                 | k. A.                 |
| Beschleunigung, 0–100 km/h                  | k. A.                 | k. A.                                         | k. A.                            | k. A.                 | k. A.                 |
| Kraftstoffverbrauch auf 100 km (kombiniert) | k. A.                 | k. A.                                         | k. A.                            | k. A.                 | k. A.                 |
| Tankinhalt                                  | 37 l                  | 37 l                                          | 37 l                             | 37 l                  | 37 l                  |
| Abgasnorm                                   | BS6                   | BS6                                           | BS6                              | BS6                   | BS6                   |